# 디어 다니엘
디어 다니엘(Dear Daniel, ディアダニエル 디어 다니엘[*])는 산리오.

## 개요
본명은 다니엘 스타(Daniel Star ダニエル・スター). 키티의 남자친구로, 키티와는 동갑이다. 바짝 세운 앞머리가 트레이드 마크. 작은 일에도 감동하는 순진하고 감성적인 성격. 좋아하는 음식은 치즈와 요구르트. 춤과 피아노에 자신이 있으며, 동물 사진을 찍는 것을 좋아한다. 카메라맨인 아빠의 일 때문에 남아프리카 공화국의 프리토리아에 갔었던 다니엘이지만, 세계를 돌다가 키티와 만나기 위해 런던으로 돌아왔다. 장래희망은 사진작가 또는 연예계에 데뷔하는 것. 가족은 아버지, 어머니, 남동생이 있으나, 아버지를 빼면 등장하지는 않는다
1993년에 개발된 키티의 어린 시절이라고 하는 설정의 시리즈 「베이비 키티 시리즈」로, 아기의 모습으로 첫 등장.
1999년 헬로키티(키티 화이트)의 남자친구로 성장한 모습이 등장했다. 공식적으로는 캐릭터 개발년은 1999년이 되고 있다.
디자이너는 3대째 헬로 키티 디자이너의 야마구치 유코이다.

### 디어 다니엘
- 1974년 5월 3일생(키티랑 동갑) ※1993년에 아기의 모습이었으나 1999년에는 성장한 모습으로 나왔다.
- 출신지: 런던 근교
- 신장:멜론 4개
- 체중: 멜론 3개
- 혈액형:
- 좋아하는 과목 : 영어
- 장래희망 : 카메라맨 혹은 연예인
- 좋아하는 음식 :치즈 케이크와 요구르트
- 디자이너:야마구치 유코

## 같이 보기
- 산리오
- 고양이
- 일본